# Karaula (Prijepolje)
Pour les articles homonymes, voir Karaula.
Karaula (en serbe cyrillique : Караула) est un village de Serbie situé dans la municipalité de Prijepolje, district de Zlatibor. Au recensement de 2011, il comptait 40 habitants.

## Démographie
| 1948 | 1953 | 1961 | 1971 | 1981 | 1991 | 2002 | 2011 |
| ---- | ---- | ---- | ---- | ---- | ---- | ---- | ---- |
| 125  | 143  | 163  | 160  | 131  | 74   | 63   | 40   |

|  |